# Образование в Буркина-Фасо

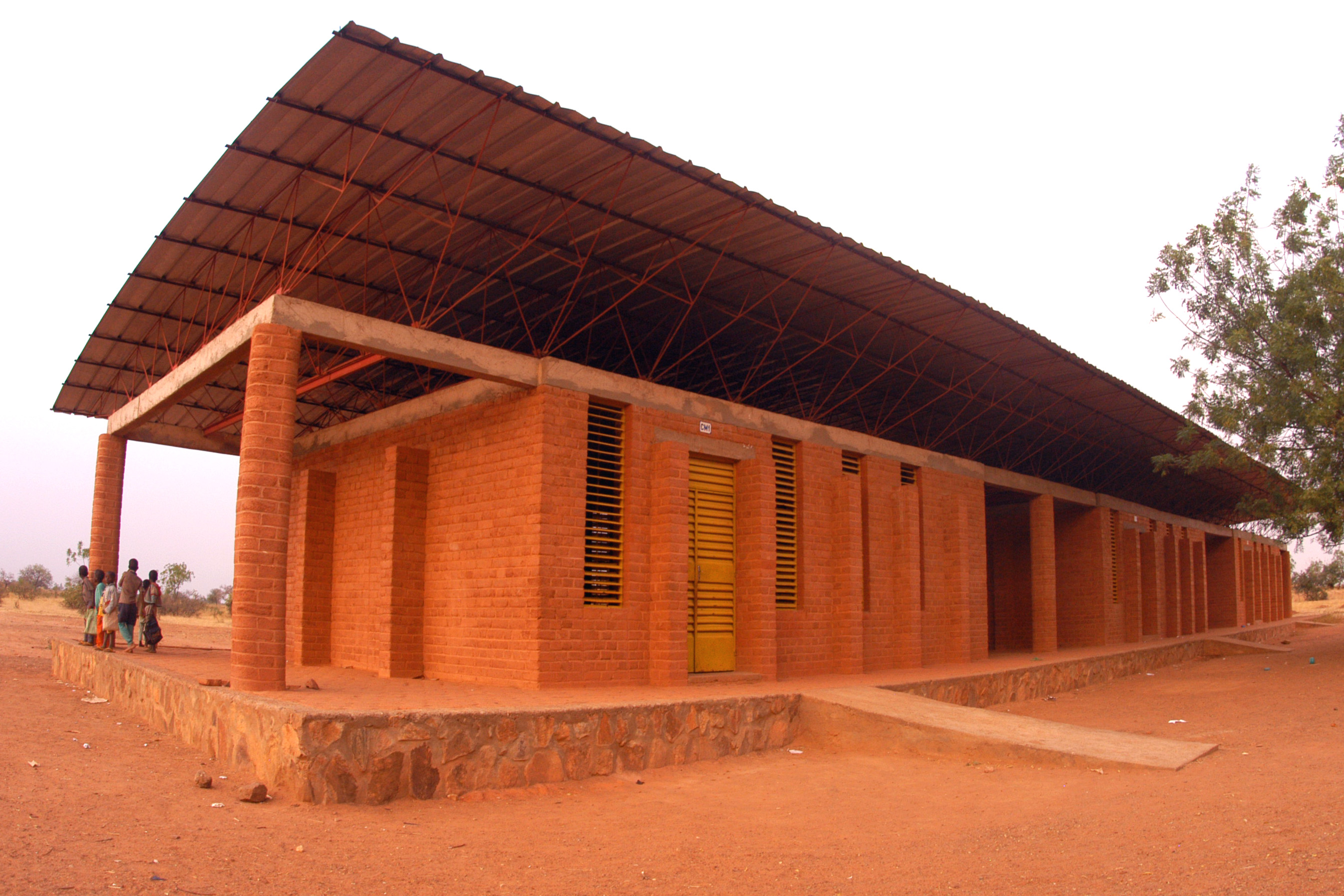
Начальная школа в Гандо, Буркина-Фасо

Образование в Буркина-Фасо, как и в большинстве стран мира, делится на начальное, среднее и высшее. По состоянию на 2021 год, по оценкам всемирной книги фактов ЦРУ, только 46 % населения в возрасте от 15 лет и старше умеют читать и писать из них 54,5 % мужчин и 37,8 % женщин.

## Образование в доколониальный период
До нас дошли лишь незначительные следы обучения в доколониальную эпоху  Буркина-Фасо. Здесь в основном господствовала устная передача знаний,
Кроме того, тот факт, что территория была разделена на несколько королевств (в том числе Гурма, Мосси, Гвирико и Липтако) с различными языками и устными диалектами , не позволило построить на этой раздробленной территории единую систему образования.
Использование сказок в образовательных целях на территории можно отметить как один из важных элементов устного образования всего региона Центральной Западной Африки, включая Буркина-Фасо, в доколониальную эпоху.
Наконец, Ислам, важный элемент культуры некоторых буркинабских королевств (например , Мосси), начиная с 8 века, стал играть роль в письменном и устном образовании части населения, через медресе . Там тоже слишком мало источников, чтобы подтвердить эту гипотезу в достаточном масштабе.

## После обретения независимости
С момента обретения страной независимости школьная система строилась не только с определённой стабильностью, но и с медленными темпами и значительной недостаточностью инвестиций.

17 октября 1986 года президент Санкара в своем обращении заявил:
"Человек - самая сложная в мире машина, обладающая самодостаточным и личным многоаспектным центром командования, проектирования, стимуляции и регулирования, который называется сознанием. Человек-это тоже самый подходящий гений для организации. Вот почему, несмотря на ничтожные педагогические средства и незавершенное определение типа школы, качество мужчин, как следствие степени их сознательности, может быть паллиативом, допускающим блестящие сильные результаты. И наоборот, изобилие средств и уточнение педагогической теории без, Однако, добросовестных людей - лишь разрушение общества »

## Начальное и среднее образование в  современный период
Образование в Буркина-Фасо в настоящее время регулируется законом 013-2007-AN от 30 июля 2007 года о руководстве образованием . В нём, в частности, говорится, что « языками обучения, используемыми в Буркина-Фасо, являются французский и Национальный языки (педагогической практике, так и в оценках )» .
Закон об образовании делает обучение в школе обязательным для детей в возрасте от 6 до 16 лет. По закону образование бесплатно, однако правительство не имеет достаточных средств для обеспечения полного и бесплатного начального образования. Учащиеся вынуждены платить за обучение, а на общины зачастую возлагается ответственность за постройку заданий для школ и жилых домов для учителей. Учащиеся могут продолжать обучение на базовой и полной средних ступенях только в том случае, если будут набраны классы с достаточным количеством обучающихся. По состоянию на 2002 год теоретически охват начальным образованием составил 46%, однако практически вряд ли превысил 36%. Разница в цифрах обусловлена тем, что теоретическое значение основано на количестве формально зарегистрированных в школах учеников без учёта данных о реальном посещении или непосещении ими учебных заведений. По оценке 2001 года, 66% детей, поступивших в начальную школу, достигнут 5 класса.
В стране есть острый недостаток учителей и материальной базы. Школьные материалы ограничены самыми необходимыми вещами и оборудованием. Официально предельно допустимый размер классов не должен превышать 65 человек, но в большинстве сельских районов классы гораздо больше, что обусловлено нехваткой школ. Если школа заполнена до отказа, ребёнка могут вовсе не принять на обучение, предложив подождать следующего года. 
В столице есть Международная Школа Уагадугу для иностранцев.
Показатель охвата начальным образованием возрос с 60 процентов в начале 2000-х годов до 88 процентов в 2019 .
С 2000-х годов транснациональные корпорации проявляют интерес к системе образования в Буркина-Фасо.
Например, компания Nestle разработала экспериментальную программу " Образование в области питания, гигиены и физической активности » в трех начальных школах в партнёрстве с Министерством национального образования и грамотности (MENA) и в сотрудничестве с исследовательским центром биологических, пищевых и питательных наук (CRSBAN) университета Уагадугу. В этом контексте инфраструктура, созданная фирмой, была официально передана 19 июля 2018. В частности, в начальной школе Арболье в провинции Пассоре . Такое партнёрство часто приезжающая восполнить недостаток государственных инвестиций на образование, в спортивной практике или гигиены, умножение программ личного интереса, как этот, могут задать некоторые вопросы по поводу реальных намерений этих компаний; правда, школьная система слабо с государственной властью может дать, в конечном счете, влияние компании на содержание школьной программы общественности на национальном уровне.

### Школьный распорядок
Рабочая неделя продолжается с понедельника по субботу, по вторникам школы закрыты. В Буркина Фасо обучение идёт согласно обязательному Национальному учебному плану. В число изучаемых предметов входит производственное воспитание, на уроках которого детей учат тому, как сажать кукурузу и деревья, выращивать домашнюю птицу. С 12 до 15 часов в школах идёт перерыв в занятиях.

## Высшее образование
По состоянию на 2004 год в стране было 2 основных университета: Политехнический Университет Бобо-Диуласо, специализирующийся на комплексе прикладных наук, в том числе сельскохозяйственных, и Университет Уагадугу. Первое частное высшее учебное заведение было открыто в 1992 году. Учебный процесс организован по-разному: так в Университете Уагадугу на одного преподавателя приходится 24 студента, а в Политехническом Университете Бобо-Диуласо - всего 3.
Три университета Буркина-Фасо являются частью международной сети высшего образования Университетского агентства франкоязычных стран (AUF), среди более чем девятьсот других университетских центров по всему миру :
- ниверситет Бони в Бобо-Диуласо
- университет Норберта Зонго в Кудугу
- университет Святого Фомы Аквинского в Уагадугу

Это партнёрство позволяет им предлагать своим студентам обмены и эквивалентности с другими престижными членами сети AUF, такими как Национальный политехнический институт Феликса Уфуэта-Буаньи кот-Д'Ивуара, Сенгорский университет Египта, а также десятки университетов и высших институтов в остальной части Африки , Европы , Канады и Азии .

### Руководство
В университетах действует лестница из пяти уровней принятия решения: совет директоров, университетское собрание, университетский совет, институты и департаменты.

## Специфика образовательного процесса
- нехватка школ (основной ступени);
- нехватка квалифицированных преподавателей (для высшего образования);
- семьи должны оплачивать обучение в школе и покупку инвентаря;
- крайне низкий доход большинства жителей;
- отправление ребёнка на учёбу снижает доходы и повышает расходы семей;
- широко распространена практика, когда семья посылает одного ребёнка учиться. а остальные остаются  и начинают зарабатывать деньги. Обычно учиться едет старший сын.
- Языковой барьер: преподавание ведется на французском языке, на котором говорит лишь 15 % населения страны, а не на национальных языках.
- слишком высокая стоимость высшего образования (как для государства, так и для студентов и их семей): государство тратит более 200% ВВП на душу населения на одного студента университета.

Из 16 миллионов жителей страны почти 80 % работают в аграрном секторе (сельское хозяйство, животноводство, рыболовство, лесозаготовки/горнодобывающая промышленность...) по  3,4% во вторичном секторе (промышленность, строительство) и 16,4% в третичном секторе (услуги, туризм, государственный сектор, транспорт, недвижимость...). Несмотря на усилия различных заинтересованных сторон, обучение в школах не может приспособиться и заинтересовать жителей различных общин, особенно в сельских районах. Это означает для детей, что если они хотят получить знания в области сельского хозяйства, они вынуждены пропускать школу в период посева. И наоборот, в народе Фул, если дети хотят изучать понятия животноводства, передаваемые в их семье или общине, они должны найти время вне школы, чтобы сделать это, потому что академическая программа не включает такие знания. Это означает, что значительное число учащихся «вынуждено" пропускать несколько дней или даже недель обучения в учебном году.